# 遺棄兒童
遺棄兒童（Child abandonment）是指放棄自己年幼的後代（多半是子女），不再聯絡及照顧的行為。遺棄的原因可能包括許多社會及文化的因素，也可能是因為心理疾病。被遺棄的兒童稱為棄兒，和因父母死亡而產生的孤兒或是兒童主動從家中逃離的離家出走兒童不同。棄嬰是指父母蓄意的將小於一歲的嬰兒棄置在公開或是私人的場所，目的是希望不要再養育嬰兒。

## 事件
2021年初，演员郑爽因郑爽代孕弃养风波，遭到了网民与媒体的口诛笔伐以及合作方的抵制。
2023年7月18日，12歲「雙非」男童陳泓儒隨母親來港，入住油麻地佐敦道一間賓館。7月21日早上5時，陳童跟隨母親到廣華醫院登記，當時陳母表示兒子有肚瀉及咳嗽，登記後陳母離去。其間陳母告知兒子，當看完醫生後告知護士他被媽媽遺棄，及後男童獨自於廣華醫院治理後，約中午12時許，男童告知醫院姑娘被母親遺棄。醫院護士報警，警方接手調查。7月22日，陳童已申請保護兒童令，交由屯門兒童及青少年院照顧。 9月11日，男童母親在九龍城法院承認一項殘酷對待兒童罪，裁判官蘇文隆判被告監禁4個月，緩刑3年。